# Missió d'Observació de les Nacions Unides a Geòrgia
La Missió d'Observació de les Nacions Unides a Geòrgia o UNOMIG va ser establerta per la Resolució 858 del Consell de Seguretat de Nacions Unides a l'agost de 1993 per a la verificació del compliment amb l'acord d'alto el foc de 27 de juliol de 1993 entre Geòrgia i les forces d'Abkhàzia, amb especial atenció a la situació de la ciutat de Sukhumi. També per investigar els informes de violació de l'alto el foc, intentant resoldre aquests incidents entre les parts involucrades, i informar al Secretari General de les Nacions Unides de la implementació d'aquest mandat. 88 consellers militars van ser autoritzats a desplegar-se a la regió. Va finalitzar el 15 de juny de 2009, quan Rússia va vetar una extensió de la missió. Els darrers observadors abandonaren la regió el 15 de juliol de 2009.

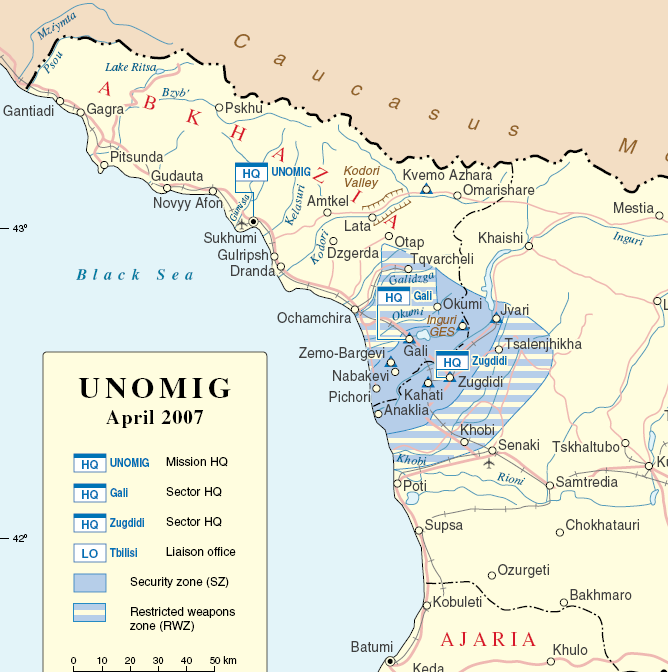
Zona de desplegament d'UNOMIG

## Renovació del mandat
La missió original del mandat va ser invalidada després que novament es va iniciar la lluita a la zona al setembre de 1993.
A la UNOMIG se li va donar subseqüentment un mandat interí per part del Consell de Seguretat al novembre de 1993 per mantenir el contacte entre les parts involucrades i vigilar i informar de la situació. L'objectiu era treballar per obtenir una entesa política.

## Signatura de l'Acord d'Alto el foc a Moscou
Al maig de 1994, ambdues parts van signar el "Acord d'Alto el Foc i Separació de Forces". El juliol de 1994 del Consell de Seguretat va autoritzar l'increment d'observadors (a un total de 136) i va estendre la missió.
La nova missió era considerablement més àmplia que l'original. Va retenir les responsabilitats originals de la UNOMIG de verificar la implementació de l'alto el foc. No obstant això, la UNOMIG va ser responsable de l'observació de l'operació de la nova força de pau que havia estat desplegada per la Comunitat d'Estats Independents. També havia de verificar, per mitjà de l'observació i patrulles, que les tropes de cada costat no romanien dins o tornaven a entrar a la zona de seguretat, i que l'equip militar pesat no romania o era reintroduït.
La UNOMIG havia de supervisar la retirada de les tropes georgianes de la vall de Kodori i la seva sortida del territori abkhaz. Les seves patrulles van reemplaçar les georgianes a la vall. Eren responsables de la recerca, a petició de qualsevol de les parts, de la força de pau o per pròpia iniciativa, les violacions de l'acord d'alto el foc, i per intentar resoldre les disputes resultants. Finalment, havien de treballar per aconseguir les condicions segures per a una ordenada tornada dels refugiats i desplaçats.

## Refugiats i Drets Humans
El 10 de desembre de 1996, l'oficina de protecció dels drets humans a Abkhàzia es va establir a Tiflis (Geòrgia), d'acord amb la Resolució 1077 de 22 d'octubre. S'unifica l'equip amb el de l'Oficina de l'Alt Comissionat per als Drets Humans (OHCHR) i l'Organització per a la Seguretat i Cooperació a Europa (OSCE). Aquesta oficina va formar part de la UNOMIG i va informar a la Oficina de l'Alt Comissionat de les Nacions Unides per als Drets Humans, per mitjà del Cap de la Missió de la UNOMIG. Malgrat mantenir l'oficina política a Tiflis, la caserna general militar estava a Sukhumi (Abkhàsia).

## Enderrocament d'helicòpter de la UNOMIG
El 8 d'octubre de 2001 un helicòpter de la UNOMIG va ser derrocat a Abkhàzia. Els autors mai van ser trobats, malgrat les repetides peticions del Consell de Seguretat de Nacions Unides. El 2002, la UNOMIG es va oposar vigorosament al restabliment del servei ferroviari entre Sukhumi i la ciutat russa de Sotxi.

## Augment de personal i pròrroga de mandat
El Consell de Seguretat va aprovar una altra resolució el 30 de juliol de 2003, per recomanació del Secretari General Kofi Annan, autoritzant a un grup de policia civil de 20 policies anés agregat a la UNOMIG, amb l'objectiu d'augmentar la seva capacitat per exercir el mandat i ajuda en la tornada de refugiats i persones desplaçades internes.
El 30 de gener de 2004, novament a petició del secretari general Annan, el Consell de Seguretat va aprovar la resolució 1524, que ampliava el mandat de la UNOMIG fins al 31 de juliol de 2004.
La UNOMIG va continuar ocupant-se de la seguretat, assistència a la tornada de desplaçats i la reparació d'infraestructures clau, com a camins i ponts. Pel gener de 2003, hi havia 21 projectes avançats o a la meitat de la seva realització, i uns altres 10 tot esperant fons dels donants. Seguien pressionant contínuament per a una solució política al conflicte, malgrat les protestes del Secretari General Annan pel baix nivell de progressos. A la fi de 2003, la UNOMIG es va preocupar per l'increment de segrestos, assassinats i robatoris, particularment al districte de Gori. També van expressar la seva preocupació per la potencial inestabilitat en el desè aniversari de la finalització de la guerra.

## Força de la missió
Els caps de la missió militar d'observació han estat els generals 
- Anis Ahmed Bajwa (2000-2002)
- Kazi Ashfag Ahmed (2002-2004)
- Hussein Ahmed Eissa Gobashie (2004)
- Niaz Muhammad Khan Khattak (2005-2008)
- Anwar Hussain (2008-2009)

La força de la UNOMIG l'1 d'octubre de 2007 era de 133 observadors militars i 19 policies.